# Mikhail Botov
Mikhail Botov (russisk: Михаи́л Александрович Бо́тов) (født 20. oktober 1910, død 20. februar 1975) var en sovjetisk filminstruktør.

## Filmografi
- Dvenadtsat mesjatsev (Двенадцать месяцев, 1959)[1][2]